# Osiedle Ogrody (Kościan)
Osiedle Ogrody – osiedle domów jednorodzinnych położone w północno-wschodniej części Kościana, zajmuje obszar na zachód od linii kolejowej linii kolejowej Poznań - Wrocław.
Osiedle Ogrody jest najmłodszym osiedlem mieszkaniowym na terenie miasta, zajmie tereny pomiędzy osiedlem Konstytucji 3 Maja.